# Marshall James
Marshall James (4 oktober 1970), is een voormalig professioneel dartsspeler uit Wales. 
Hij is het bekendst van het bereiken van het finale van het World Professional Darts Championship in 1997, waarin hij na winstpartijen tegen onder andere Roger Carter en Steve Beaton, met 6-3 verloor tegen de Schot Les Wallace. 
Nadien nam hij nog tweemaal met gematigd succes aan het toernooi deel. James was tevens een van de spelers die in 1997 behoorde tot het Welsh team dat de WDF World Cup wist te winnen.

## Resultaten op Wereldkampioenschappen

### BDO
- 1997: Runner-up (verloren van Les Wallace met 3-6)
- 1998: Laatste 32 (verloren van Richie Burnett met 1-3)
- 1999: Laatste 16 (verloren van Steve Duke sr. met 1-3)

### WDF
- 1997: Halve finale (verloren van Raymond van Barneveld met 1-4)